# Mödring (Gemeinde Weitensfeld im Gurktal)
Mödring ist eine Ortschaft in der Gemeinde Weitensfeld im Gurktal im Bezirk St. Veit an der Glan in Kärnten. Die Ortschaft hat 16 Einwohner (Stand 1. Jänner 2024).

## Lage
Die Ortschaft liegt im Norden der Gemeinde Weitensfeld, auf dem Gebiet der Katastralgemeinde Thurnhof, am Oberlauf des Zweinitzbachs, etwa 2 km südlich des Gipfels des Mödringbergs. 
Nördlich des Höhenrückens des Mödringbergzugs befindet sich eine gleichnamige Ortschaft Mödring in der Gemeinde Metnitz.
Zur Ortschaft gehören die Höfe Mödringer (Nr. 1), ein Haus ohne Vulgonamen (Nr. 2), Jussnig (Nr. 3), Heitzer (Nr. 4), Galgenhütte (Nr. 5), Latschger (Nr. 7 und 7a; 650 m nordwestlich lag früher Blohardt), Unterbacher (Nr. 8), Kucher (Nr. 9) und Peuchl (auch Bäuchl; daneben lag früher  Stampfer).

## Geschichte
Ab Gründung der Ortsgemeinden Mitte des 19. Jahrhunderts gehörte Mödring zur Gemeinde Gurk. 1871 trat die Gemeinde Gurk die Katastralgemeinden Thurnberg und Zweinitz an die Gemeinde Weitensfeld ab, somit gehörte Mödring dann zur Gemeinde Weitensfeld. 
Bei der Kärntner Gemeindestrukturreform von 1973 kam Mödring an die damals neu errichtete Gemeinde Weitensfeld-Flattnitz, bei deren Auflösung 1991 wieder zur Gemeinde Weitensfeld im Gurktal.

## Bevölkerungsentwicklung
Für die Ortschaft ermittelte man folgende Einwohnerzahlen:
- 1869: 7 Häuser, 62 Einwohner[2]
- 1880: 8 Häuser, 57 Einwohner[3]
- 1890: 9 Häuser, 46 Einwohner[4]
- 1900: 6 Häuser, 54 Einwohner[5]
- 1910: 6 Häuser, 67 Einwohner[6]
- 1923: 6 Häuser, 65 Einwohner[7]
- 1934: 45 Einwohner[8]
- 1961: 6 Häuser, 33 Einwohner[9]
- 2001: 6 Gebäude (davon 6 mit Hauptwohnsitz) mit 6 Wohnungen; 22 Einwohner und 0 Nebenwohnsitzfälle; 6 Haushalte; 0 Arbeitsstätten, 3 land- und forstwirtschaftliche Betriebe[10]
- 2011: 8 Gebäude, 17 Einwohner, 7 Haushalte, 0 Arbeitsstätten[11]
- 2021: 8 Gebäude, 15 Einwohner, 4 Haushalte, 3 Arbeitsstätten[12]